# Casas del Tratado de Tordesillas
Las Casas del Tratado de Tordesillas son dos palacios unidos que se encuentran ubicados en la localidad de Tordesillas, Provincia de Valladolid, Castilla y León, España. Su importancia reside en que allí se celebraron las negociaciones que dieron lugar al Tratado de Tordesillas por el que la Monarquía Hispánica y Reino de Portugal se repartieron el Nuevo Mundo (América) dando lugar a Iberoamérica.

## Historia

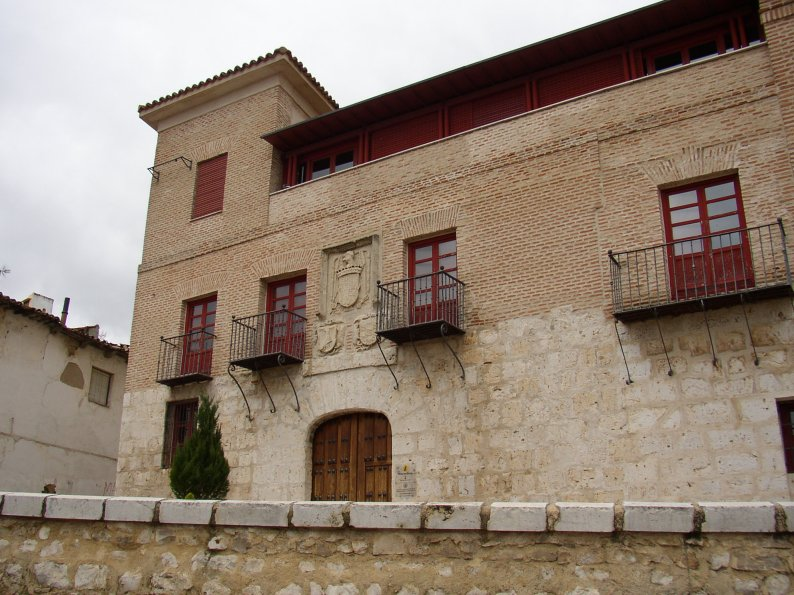
El palacio del, donde tuvieron lugar las negociaciones del Tratado

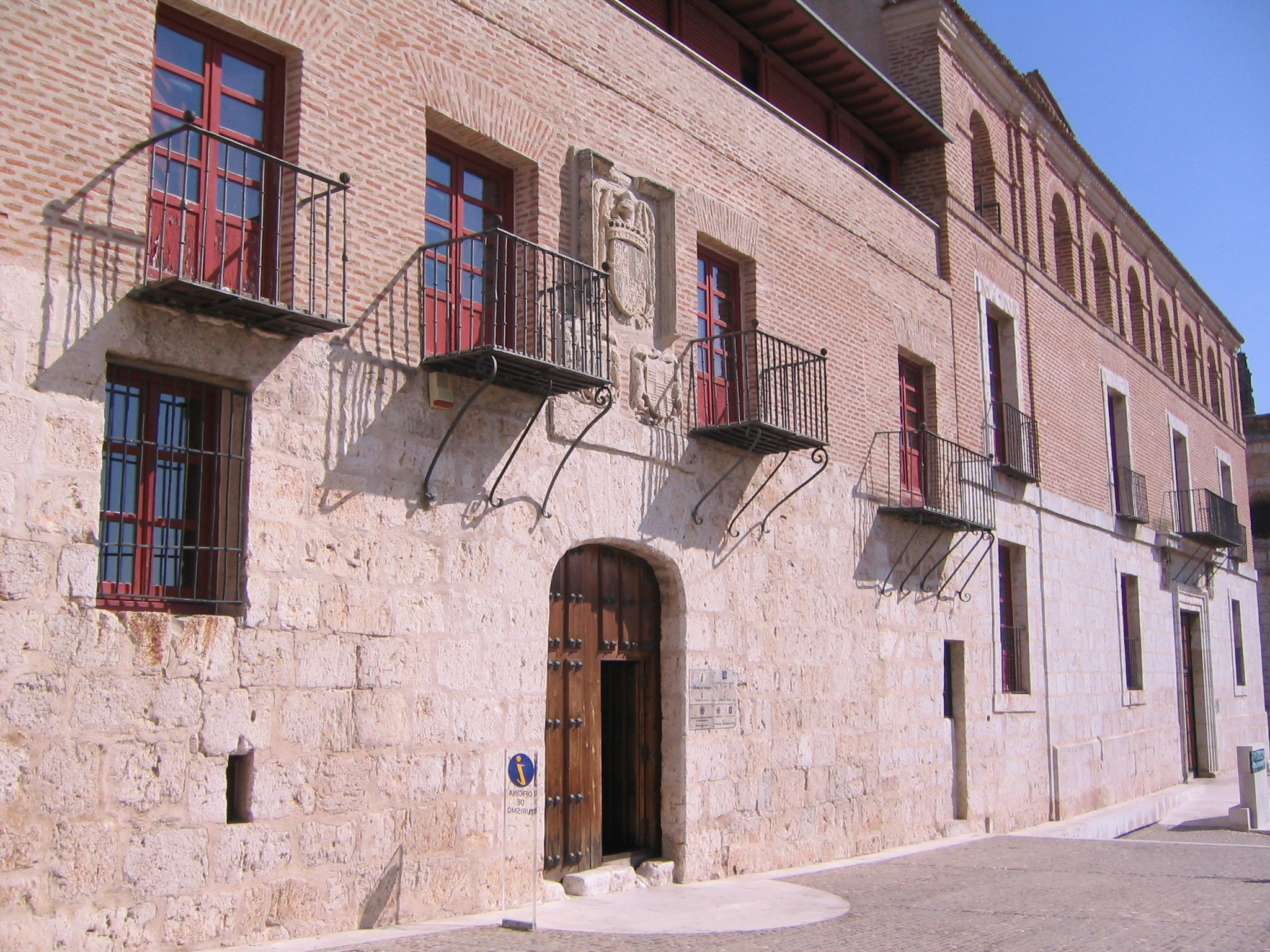
Vista de los dos palacios. A la izquierda el palacio del y a la derecha el del

El 12 de octubre de 1492 Colón descubre América. Para defender la soberanía castellana sobre los territorios recién hallados por Colón, Isabel y Fernando solicitaron ayuda al papa Alejandro VI (Rodrigo Borgia), que había sido elegido en agosto de 1492 y con el que tenían una larga relación de favores mutuos. El Papa emitió cuatro bulas, conocidas como Bulas Alejandrinas. En ellas estableció que pertenecerían a la corona de Castilla las tierras y mares al oeste del meridiano situado a 100 leguas al oeste de las Azores y Cabo Verde. Se decretaba la excomunión para todos aquellos que cruzasen dicho meridiano sin autorización de los reyes de Castilla.
Las prerrogativas derivadas de las bulas Alejandrinas, en especial de la última Inter Caetera, muy favorables a los castellanos, no debieron satisfacer a Juan II de Portugal, quien quedaba excluido en la práctica de las empresas americanas, toda vez que la línea imaginaria de demarcación trazada por designio papal le relegaba a las costas africanas, quedando el Nuevo Mundo de forma privativa para el rey y la reina de Castilla y de Aragón. Por ello, los Reyes Católicos y el monarca lusitano negociaron un tratado bilateral.
Las delegaciones diplomáticas se reunieron durante varios meses en Tordesillas, en la actual provincia de Valladolid. Según el cronista portugués García de Resende, los embajadores portugueses recibían desde Lisboa informes secretos sobre cuál iba a ser la posición negociadora de los castellanos junto a instrucciones directas del rey Juan.
Finalmente, los delegados de ambas monarquías alcanzaron un acuerdo que se plasmó en un tratado, firmado el 7 de junio de 1494, hoy denominado Tratado de Tordesillas.

## Edificios

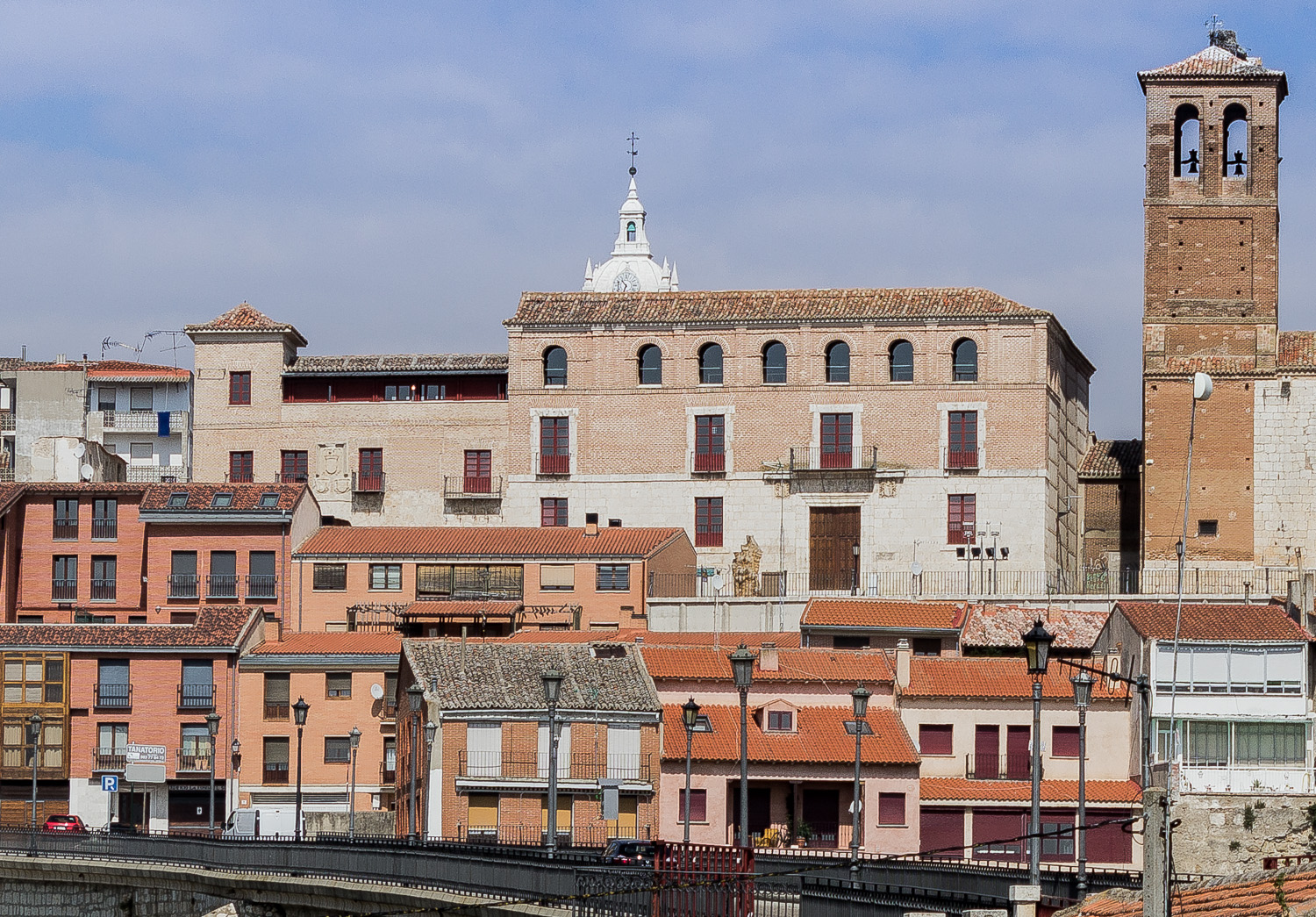
Vista de las casas, a la derecha se observa la torre de la iglesia museo de San Antolín

El palacio más antiguo es de finales del siglo XV y en su fachada todavía conserva el escudo de los reyes católicos. El otro palacio se levantó en la mitad del siglo XVII y fue residencia de una familia acaudalada. Ambos fueron sometidos a una profunda restauración en 1994, con motivo del 500º aniversario del Tratado de Tordesillas. Dos años después fueron declarados Bienes de Interés cultural. Actualmente se usan con motivos culturales y turísticos relacionados con el tratado y la época de los Reyes Católicos.